# Эксплорер-7
Эксплорер-7 (англ. Explorer 7) — американский спутник для исследования околоземного пространства.

## Конструкция

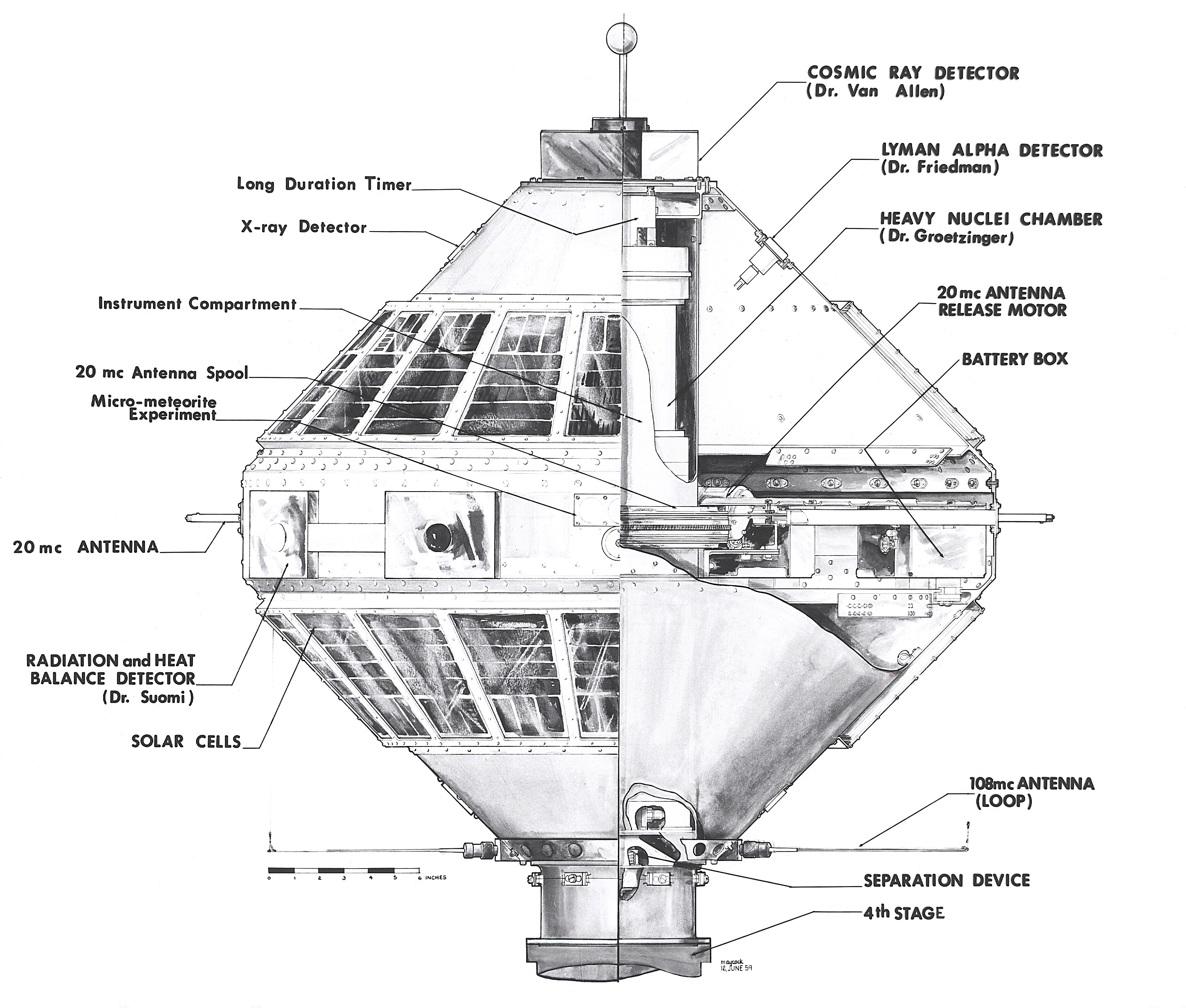
Разрез аппарата Эксплорер-7

Корпус аппарата состоял из двух усечённых конусов из стекловолокна с цилиндрической вставкой из алюминия. Спутник стабилизировался вращением. Питание осуществлялось от солнечных батарей и 15-ти никель-кадмиевых аккумуляторов. В нижней части корпуса располагались антенны 108 МГц передатчика для слежения за спутником, а внутри спутника — два диполя антенн 20 МГц телеметрического передатчика.
По периметру аппарата были расположены пять болометров для измерения теплового излучения Солнца и три датчика микрометеоритов. В верхнем конусе на противоположных сторонах находились детекторы альфа-частиц и рентгеновских лучей. На самом верху располагался счётчик Гейгера.

## Запуск
Эксплорер-7 был успешно запущен ракетой Юнона-2. Информация со спутника передавалась на Землю непрерывно до февраля 1961 года, и с перерывами до 24 августа. Всё ещё находится на орбите.